# Holocentropus flavus
Holocentropus flavus är en nattsländeart som beskrevs av Banks 1908. Holocentropus flavus ingår i släktet Holocentropus och familjen fångstnätnattsländor. Inga underarter finns listade i Catalogue of Life.